# Tina Narvaez Martin
Tina Narvaez Martin, känd under författarnamnet Tina N Martin, född 14 april 1980 i Boden, Norrbottens län, är en svensk författare och gymnasielärare som skriver kriminalromaner.